# Robert II Pobożny
Robert II Pobożny, fr. Robert II le Pieux (ur. 27 marca 972 w Orleanie, zm. 20 lipca 1031 w Melun) – król Franków (Francji) w latach od 996 (koregent od 987), książę Burgundii od 1001. Syn Hugona Kapeta. Pochodził z dynastii Kapetyngów.
Robert II zmarł w roku 1031, jest pochowany w bazylice Saint-Denis.

## Polityka zewnętrzna i wewnętrzna

### Podbój Burgundii
Gdy w roku 1002 zmarł książę Burgundii Henryk, stryj Roberta Pobożnego, nie pozostawiając dziedzica, przed królem otworzyła się perspektywa powiększenia domeny. Jednak Henryk przed śmiercią wyznaczył na swego następcę hrabiego Mâcon Otto Wilhelma, syna jego żony, Gerbergii, z jej pierwszego małżeństwa z Adalbertem, królem Włoch. Robert Pobożny, nie zważając na brak poparcia wśród burgundzkich możnych, dokonał w 1004 roku najazdu na ten kraj. Zajął Auxerre i Avallon, zmusił do podporządkowania się Otto Wilhelma oraz jego zięcia, hrabiego Nevers, Landriego.
Mimo tego możni pod przywództwem biskupa Langres Leotryka opierali się królowi, aż do roku 1016, gdy udało się mu zająć Sens i Dijon. By ostatecznie uspokoić nastroje w księstwie, Robert nadał księstwo swojemu młodszemu synowi Henrykowi, który po śmierci swojego starszego brata Hugona, stał się dziedzicem korony. Po wstąpieniu w 1031 roku na tron Henryka księstwo Burgundii zostało włączone do domeny, jednak już rok później w wyniku konfliktu z bratem Robertem był zmuszony nadać mu to księstwo.

### Próby podboju Lotaryngii
Po ostatecznym podboju Burgundii Robert Pobożny rozwinął swą działalność na szerszym polu. 8 września 1024 roku w Moguncji na króla rzymskiego został koronowany Konrad II z nowej dynastii salickiej. Choć wybór był jednogłośny, to kilku wasali zwlekało ze złożeniem hołdu nowemu władcy. Wśród nich znajdował się książę Lotaryngii. Robert Pobożny doszukiwał się w tej sytuacji możliwości rozciągnięcia swojej władzy na ziemie dawnego królestwa środkowofrankijskiego.
Królowi udało się wokół tego projektu zgromadzić pokaźną koalicję francuskich książąt, którzy także mieli swój interes w osłabieniu cesarstwa. Pierwszy z nich Odon II, hrabia Blois, rościł sobie pretensje do królestwa Włoch, drugi, Wilhelm V Wielki, książę Akwitanii, dążył do opanowania królestwa Burgundii, po które ręce wyciągał także cesarz.
Z powodu sporów, które wynikły wśród koalicjantów, a także ze sprawnego działania Konrada II, który w Boże Narodzenie 1025 zmusił księcia Lotaryngii do złożenia hołdu, plany te spełzły na niczym. Jednak wydarzenie to było symbolem wzrastającego autorytetu króla, który potrafił zgromadzić wokół siebie wasali i objąć nad nimi przewodnictwo.

## Małżeństwa i potomstwo

### Małżeństwo z Rozalą
Hugo Kapet starał się początkowo wżenić Roberta w bizantyński ród cesarski (dynastię macedońską), poprzez małżeństwo syna z jedną z córek Konstantyna (panującego później jako Konstantyn VIII), młodszego brata cesarza Bazylego. Jednak te plany spełzły na niczym.
Ostatecznie Robert w roku 988/989 poślubił Rozalę (lub Zuzannę), córkę zmarłego króla Italii Berengara, a wdowę po Arnulfie, hrabim Flandrii. Małżeństwo nie okazało się zbyt trwałe, bo już w 991 roku Robert odsunął od siebie żonę, ale zatrzymał jej posag (Montreuil w Ponthieu). Rozwścieczyło to jej syna z pierwszego małżeństwa Baldwina IV, hrabiego Flandrii.

### Związek z Bertą

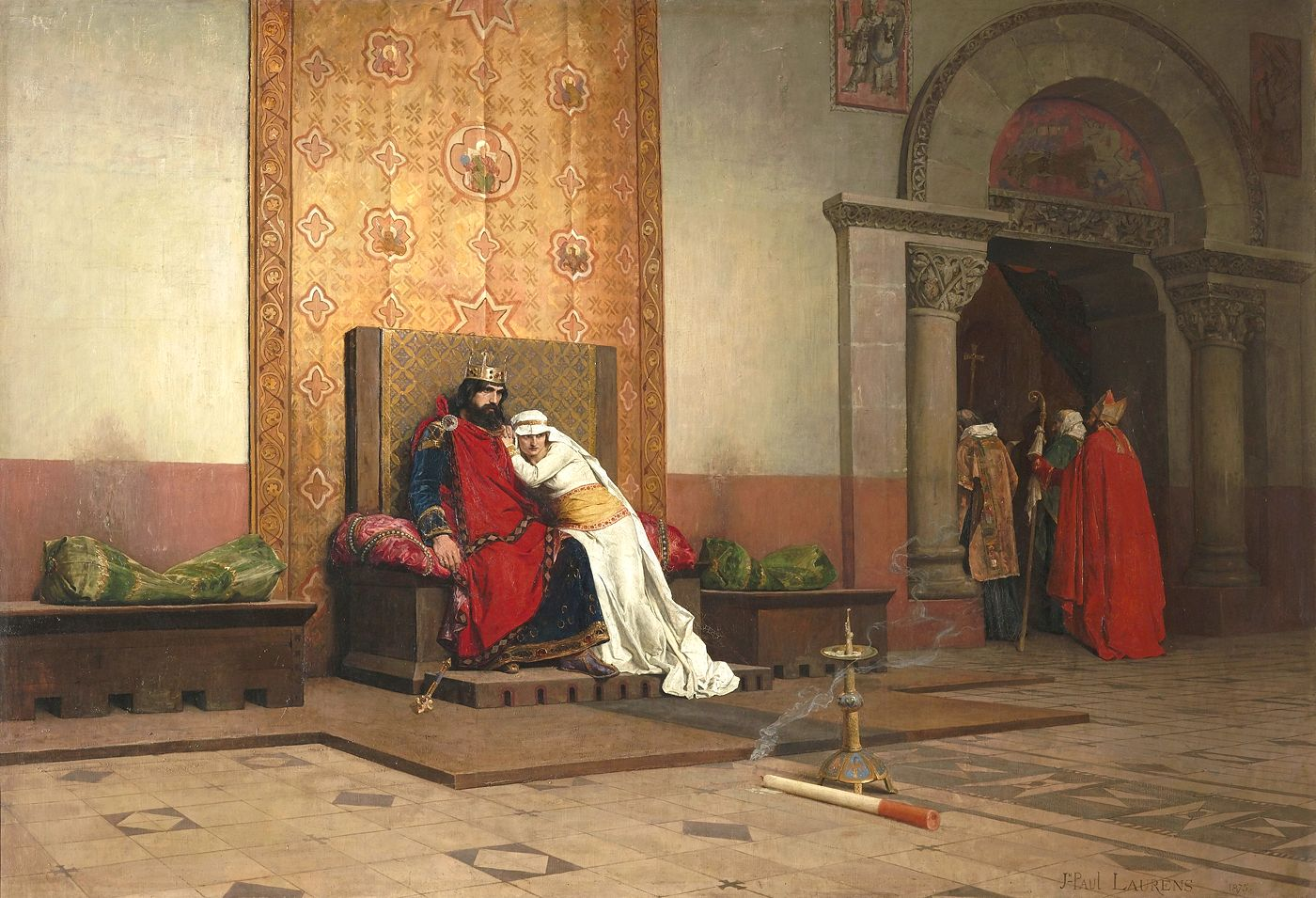
Ekskomunika Roberta Pobożnego (Jean-Paul Laurens)

Po wstąpieniu na tron Robert zaczął rozglądać się za nową małżonką. Szczególnie atrakcyjna wydała mu się Berta, wdowa po hrabim Blois Odo I. Była ona córką króla Burgundii Konrada, lecz także, co może nawet ważniejsze, Matyldy córki Ludwika IV pochodzącego z Karolingów króla zachodnich Franków, czyli Francji. Spowinowacenie się z Karolingami było dla króla tak ważne, że nie zważał na oczywiste przeszkody, które uniemożliwiały zawarcie małżeństwa. Przede wszystkim Robert był z Bertą w pokrewieństwie trzeciego stopnia (oboje byli prawnukami króla niemieckiego Henryka I), poza tym łączyło ich pokrewieństwo duchowe (Robert był ojcem chrzestnym jednego z dzieci Berty z pierwszego małżeństwa).
Papież Grzegorz V na synodzie w Pawii (997) potępił związek Roberta i Berty. Niewątpliwie odbyło się to za zachętą Ottona III, krewnego papieża, który chciał wykluczyć Kapetyngów z ewentualnej sukcesji królestwa Burgundii. Jednak król cieszył się poparciem biskupów i mógł sobie pozwolić na ignorowanie papieskich wezwań. Jednak Grzegorz V nie poprzestawał w swych wysiłkach i w 998 roku na synodzie plenarnym Kościoła w Rzymie nałożył klątwę na Roberta i wezwał do posłuszeństwa popierających go biskupów. Robert i tym razem zignorował starania papieża, a wybór Gerberta z Aurillac na papieża (jako Sylwestra II), królewskiego wychowawcy, spowodował unormowanie stosunków z kurią i zdjęcie z Roberta klątwy.

### Małżeństwo z Konstancją

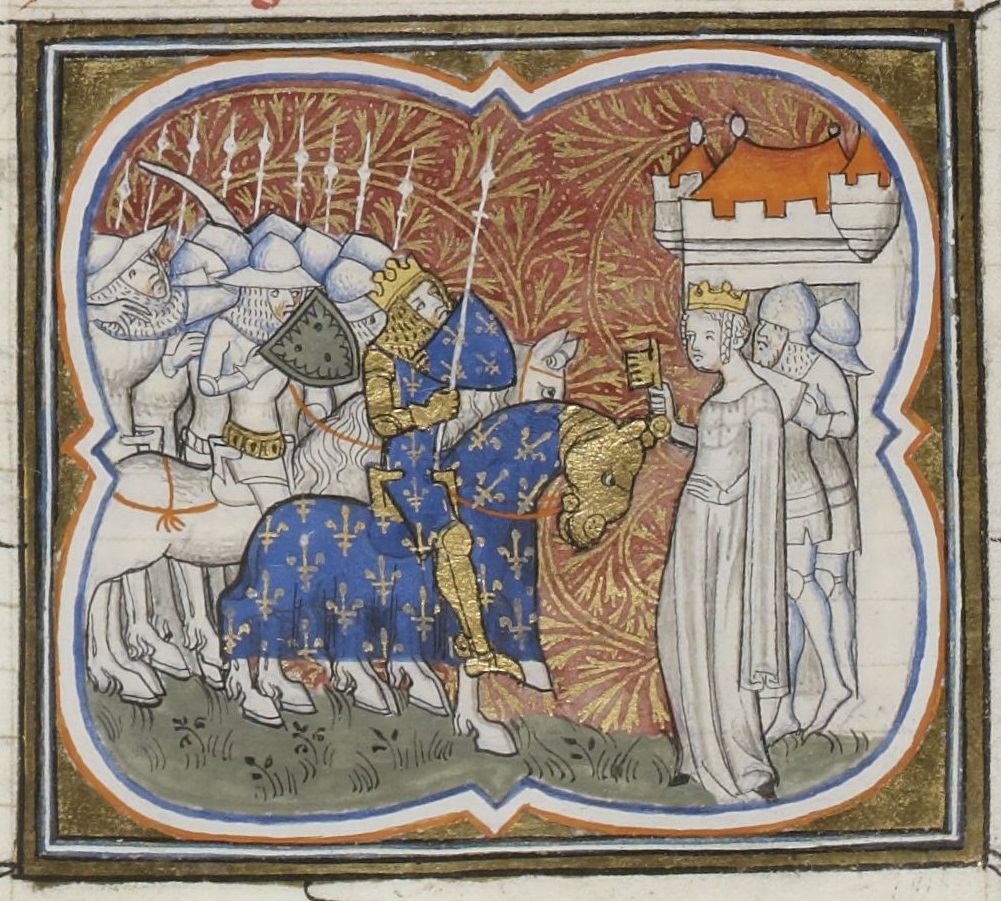
Robert II Pobożny i Konstancja z Arles

Jednak z dość niejasnych powodów Robert Pobożny porzucił w 1004 roku swoją żonę, być może spowodowały to spóźnione skrupuły religijne, a być może było to spowodowane brakiem potomka. Trzecią żoną Roberta została Konstancja, córka Wilhelma I, hrabiego Prowansji i Adeli Andegaweńskiej. Matka Konstancji była siostrą ojca księcia Andegawenii Fulka Nerry. Robert za jednym małżeństwem zawierał sojusz z dwoma ważnymi francuskimi rodami, szczególnie sojusz z Andegawenami był istotny, gdyż byli oni jedną z czołowych rodzin Francji, a poza tym byli skłóceni z hrabiami z Blois, a więc rodziną poprzedniej żony króla.
Jednak Konstancja nie cieszyła się zbytnią sympatią dworu, nie dość, że wprowadzała obce południowe obyczaje (kronikarz Rudolf Glaber określił je jako skandaliczne), to w dodatku była osobą władczą. Doprowadziło to do rozłamu na w otoczeniu króla, część pozostała wierna poprzedniej żonie Roberta, a także jej synom, cześć natomiast opowiedziała się za Konstancją i Andegawenami.
W momencie gdy niestały król zaczął ponownie zwracać się ku Bercie, musiało dojść do katastrofy. Fulko Nerra kazał zamordować w 1008 r. Hugona z Beauvais, krewnego Berty, którego Robert obsypał darami i tytułami. Robert nakazał Fulkowi stawić się przed sądem królewskim, ten jednak zignorował królewskie wezwania i udał się na pielgrzymkę do Ziemi Świętej. Robert dążył do unieważnienia małżeństwa z Konstancją, zwrócił się w tym celu w roku 1010 do papieża Sergiusza IV, ten jednak odmówił mu. Ostatecznie Robert i Konstancja pozostali małżeństwem.

### Potomstwo
Ze związku z Bertą
- syn (zm. 999) (urodził się martwy)

Ze związku z Konstancją

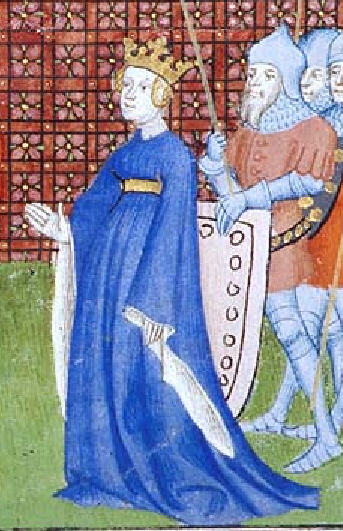
Konstancja z Arles

- Alicja Francuska (1003 – po 1063) – hrabina Auxerre (1028 – 1040), żona Renaud I z Nevers, hrabiego Nevers
- Hugo (1007 – 17 września 1025)[1]) – koronowany na współwładcę w 1017
- Henryk I (1008 – 1060) – król Francji (1031-1060, współwładca od 1025), książę Burgundii (ok. 1017–1060)
- Adelajda Francuska (1009–1079) – hrabina Coutance
  - żona Ryszarda III (997– 1027/1028), księcia Normandii (1026-1027/1028).
  - Potem żona Baldwina V (1012/1013–1067), hrabiego Flandrii (1035-1067]), regenta Francji (1060-1067)
- Robert I (1011 – 1076) – książę Burgundii (1032-1076), hrabia Auxerre (1040-1060)
- Odo (1013 – 1057/1059)
- Konstancja – domniemana córka Roberta Pobożnego, żona Manassesa, hrabiego Dammartain

Ze związku pozamałżeńskiego
- Raul – arcybiskup Bourges

## Wywód genealogiczny
|  |                                                              |  |  |  |  |  |  |  |  |  |  |  |  |
|  | Robert I, kr. Francji (866-923)                              |  |  |  |  |  |  |  |  |  |  |  |  |
|  |                                                              |  |  |  |  |  |  |  |  |  |  |  |  |
|  |                                                              |  |  |  |  |  |  |  |  |  |  |  |  |
|  | Hugo Wielki, ks. Francji i hr. Paryża (898-956)              |  |  |  |  |  |  |  |  |  |  |  |  |
|  |                                                              |  |  |  |  |  |  |  |  |  |  |  |  |
|  |                                                              |  |  |  |  |  |  |  |  |  |  |  |  |
|  | Beatrycze z Vermandois (ok. 880-931)                         |  |  |  |  |  |  |  |  |  |  |  |  |
|  |                                                              |  |  |  |  |  |  |  |  |  |  |  |  |
|  |                                                              |  |  |  |  |  |  |  |  |  |  |  |  |
|  | Hugo Kapet, kr. Francji (ok.940-996)                         |  |  |  |  |  |  |  |  |  |  |  |  |
|  |                                                              |  |  |  |  |  |  |  |  |  |  |  |  |
|  |                                                              |  |  |  |  |  |  |  |  |  |  |  |  |
|  | Henryk I Ptasznik kr. Niemiec ks. Saksonii (876-936)         |  |  |  |  |  |  |  |  |  |  |  |  |
|  |                                                              |  |  |  |  |  |  |  |  |  |  |  |  |
|  |                                                              |  |  |  |  |  |  |  |  |  |  |  |  |
|  | Jadwiga Saska (ok. 910-965)                                  |  |  |  |  |  |  |  |  |  |  |  |  |
|  |                                                              |  |  |  |  |  |  |  |  |  |  |  |  |
|  |                                                              |  |  |  |  |  |  |  |  |  |  |  |  |
|  | Matylda von Ringelheim (ok.895-968)                          |  |  |  |  |  |  |  |  |  |  |  |  |
|  |                                                              |  |  |  |  |  |  |  |  |  |  |  |  |
|  |                                                              |  |  |  |  |  |  |  |  |  |  |  |  |
|  | Robert II Pobożny                                            |  |  |  |  |  |  |  |  |  |  |  |  |
|  |                                                              |  |  |  |  |  |  |  |  |  |  |  |  |
|  |                                                              |  |  |  |  |  |  |  |  |  |  |  |  |
|  | Ebalus Bękart, ks. Akwitanii i hr. Poitou (ok. 870-935)      |  |  |  |  |  |  |  |  |  |  |  |  |
|  |                                                              |  |  |  |  |  |  |  |  |  |  |  |  |
|  |                                                              |  |  |  |  |  |  |  |  |  |  |  |  |
|  | Wilhelm III Jasnowłosy, ks. Akwitanii i hr. Poitou (915-963) |  |  |  |  |  |  |  |  |  |  |  |  |
|  |                                                              |  |  |  |  |  |  |  |  |  |  |  |  |
|  |                                                              |  |  |  |  |  |  |  |  |  |  |  |  |
|  | Emiliena                                                     |  |  |  |  |  |  |  |  |  |  |  |  |
|  |                                                              |  |  |  |  |  |  |  |  |  |  |  |  |
|  |                                                              |  |  |  |  |  |  |  |  |  |  |  |  |
|  | Adelajda Akwitańska (945/954-1004)                           |  |  |  |  |  |  |  |  |  |  |  |  |
|  |                                                              |  |  |  |  |  |  |  |  |  |  |  |  |
|  |                                                              |  |  |  |  |  |  |  |  |  |  |  |  |
|  | Rollo z Normandii, ks. Normandii (ok.860-932)                |  |  |  |  |  |  |  |  |  |  |  |  |
|  |                                                              |  |  |  |  |  |  |  |  |  |  |  |  |
|  |                                                              |  |  |  |  |  |  |  |  |  |  |  |  |
|  | Adela z Normandii (ok. 912-962)                              |  |  |  |  |  |  |  |  |  |  |  |  |
|  |                                                              |  |  |  |  |  |  |  |  |  |  |  |  |
|  |                                                              |  |  |  |  |  |  |  |  |  |  |  |  |
|  | Poppa z Bayeux                                               |  |  |  |  |  |  |  |  |  |  |  |  |
|  |                                                              |  |  |  |  |  |  |  |  |  |  |  |  |
|  |                                                              |  |  |  |  |  |  |  |  |  |  |  |  |